# Djævelsbid-slægten
Slægten Djævelsbid (Succisa) omfatter kun én art, men denne er udbredt i Europa, Nordafrika og Asien.
| Arter |

- Djævelsbid (Succisa pratensis)